# Europejska Nagroda Filmowa dla najlepszego filmu spoza Europy
Europejska Nagroda Filmowa dla najlepszego filmu spoza Europy przyznawana była w latach 1996–2005.

## Zwycięzcy i nominowani
| Rok  | Kraj produkcji    | Koprodukcja                                   | Tytuł filmu              | Reżyser        | Pozostałe nominowane filmy |
| ---- | ----------------- | --------------------------------------------- | ------------------------ | -------------- | --- |
| 1996 | Stany Zjednoczone | Japonia · Niemcy                              | Truposz                  | Jim Jarmusch   | |
| 1997 | Japonia           |                                               | Hana-bi                  | Takeshi Kitano | |
| 1998 | Stany Zjednoczone |                                               | Truman Show              | Peter Weir     | |
| 1999 | Stany Zjednoczone | Wielka Brytania · Francja                     | Prosta historia          | David Lynch    | |
| 2000 | Hongkong          | Tajlandia · Francja                           | Spragnieni miłości       | Kar Wai Wong   | |
| 2001 | Stany Zjednoczone | Australia                                     | Moulin Rouge!            | Baz Luhrmann   | |
| 2002 |                   | Stany Zjednoczone · Izrael · Francja · Niemcy | Boska interwencja        | Elia Suleiman  | |
| 2003 | Kanada            | Francja                                       | Inwazja barbarzyńców     | Denys Arcand   | - 21 gramów, reż. Alejandro González Iñárritu - Wiosna, lato, jesień, zima... i wiosna, reż. Kim Ki-duk - Gdzie jest Nemo?, reż. Andrew Stanton i Lee Unkrich - Kill Bill: Vol. 1, reż. Quentin Tarantino - Między słowami, reż. Sofia Coppola - Rzeka tajemnic, reż. Clint Eastwood - Zatoichi, reż. Takeshi Kitano                                                    |
| 2004 | Hongkong          | Francja · Niemcy                              | 2046                     | Kar Wai Wong   | - Pusty dom, reż. Kim Ki-duk - Dzienniki motocyklowe, reż. Walter Salles - Zakochany bez pamięci, reż. Michel Gondry - Fahrenheit 9.11, reż. Michael Moore - Maria łaski pełna, reż. Joshua Marston - Moolaadé, reż. Ousmane Sembène - Oldboy, reż. Park Chan-wook - Dom latających sztyletów, reż. Zhang Yimou                                                         |
| 2005 | Stany Zjednoczone | Wielka Brytania · Francja · Japonia           | Good Night and Good Luck | George Clooney | - Bitwa w niebie, reż. Carlos Reygadas - Bądź ze mną, reż. Eric Khoo - Tajemnica Brokeback Mountain, reż. Ang Lee - Broken Flowers, reż. Jim Jarmusch - Wierny ogrodnik, reż. Fernando Meirelles - Miasto gniewu, reż. Paul Haggis - C.R.A.Z.Y., reż. Jean-Marc Vallée - Z drugiej strony, reż. Sarah Watt - Pani Zemsta, reż. Park Chan-wook - Tsotsi, reż. Gavin Hood |